# Jausa
Die Jausa (russisch Яуза) ist ein linker Nebenfluss der Moskwa und nach dieser mit etwa 48 Kilometern Länge der zweitlängste Fluss der Stadt Moskau.

## Verlaufsbeschreibung
Sie entspringt in den Mooren vor der Nordost-Grenze der Stadt und mündet in die Moskwa im historischen Stadtzentrum an der Kotelnitscheskaja Nabereschnaja. Der Abfluss an der Mündung beträgt 6 m³/s. Es existieren 24 Brücken über die Jausa, darunter zwei U-Bahn-Brücken sowie das denkmalgeschützte Aquädukt in Rostokino und eine Schleuse. Innerhalb Moskaus ist die Jausa von der Mündung bis zur Glebowski-Brücke auf einer Länge von annähernd zehn Kilometern für kleinere Schiffe befahrbar.

## Schifffahrt
Die Jausa (russisch: Яуза) ist auf einem Abschnitt von etwa 10 Kilometern von ihrer Mündung bis zur Glebowski-Brücke für kleine Schiffe befahrbar. Gelegentlich, während Baggerarbeiten, sind auf der Jausa Schiffe der Organisation Moswodostok zu sehen, die für den Zustand des Flusses verantwortlich ist. Ein weiterer schiffbarer Abschnitt der Jausa erstreckt sich von der Bogatyrski-Brücke bis zur Jaroslawler Chaussee über eine Länge von mehr als 3 Kilometern. Dieser Abschnitt wurde während der Renovierungsarbeiten an der Jausa in den frühen 2000er Jahren von technischen Schiffen genutzt. Die Breite des Flusses auf dem schiffbaren Abschnitt beträgt 20 bis 25 Meter, mit Ausnahme des oberen Bereichs nahe dem Jausa-Stauwehr, wo die Breite bis zu 65 Meter erreicht. In diesem Bereich ist der Fluss von steinernen (bzw. betonierten) Ufermauern mit einer Höhe von bis zu drei Metern eingefasst. Es gibt mehrere Anlegestellen, die mit Pollern ausgestattet sind. Der oberste Anleger befindet sich in der Nähe der Preobraschenski-U-Bahn-Brücke, die die Grenze der Schifffahrt auf der Jausa markiert.
Die Schifffahrtsbeschilderung entlang der Jausa umfasst Schilder mit der Aufschrift „Ankern verboten“, die an den Ufermauern angebracht sind. Das oberste Schild befindet sich oberhalb der Brücke der Jaroslawler Chaussee. Am Schleusentor des Syromjatnitschi-Stauwehrs sind Verkehrslichtsignale installiert. Über dem oberen Tor befindet sich ein Schild mit der Aufschrift „Freie Durchfahrtshöhe — 6,0 m“. Über dem Wehr sind rote Warnlichter angebracht.
Bereits in alten Chroniken wird die Jausa als eine der wichtigsten Transportwege der altrussischen Zeit erwähnt. Sie war Teil des Wasserweges von der Moskwa zur Kljasma und verband Moskau mit Wladimir. Diese historische Bedeutung unterstreicht die Rolle der Jausa als wichtiger Verkehrs- und Handelsweg in der Region.

## Sanierungsplan der Jausa
Die Arbeiten zum Bau von Ufermauern entlang des schiffbaren Abschnitts der Jausa wurden größtenteils bis 1940 abgeschlossen. Gemäß dem Generalplan von 1935 sollte die Jausa Teil des Moskauer Wasserrings werden. Der Plan sah den Bau eines Nördlichen Kanals (zwischen dem Chimki-Stausee und der Jausa) sowie die Errichtung mehrerer Niedrigwasser-Stauwerke zur Schleusung der Jausa vor. Insgesamt waren sechs Stauwerke geplant: eines am Nördlichen Kanal mit einer Schleuse und einem Schiffshebewerk sowie vier weitere Schleusen entlang der Jausa. Der Plan zur umfassenden Rekonstruktion der Jausa bestand offenbar bis in die Mitte der 1960er Jahre. Dies lässt sich anhand des Uferausbaus ableiten, der bis Anfang der 1970er Jahre oberhalb des Rostokino Aquädukts und der Olenni-Brücke fortgesetzt wurde. Die geplante Breite des Flussbettes (der Abstand zwischen den Ufermauern) beträgt 20 bis 25 Meter, was deutlich über der natürlichen Breite der Jausa liegt.
Doch dieser Plan wurde, mit Ausnahme des im Jahr 1940 errichteten Syromjatnitschi-Stauwerks mit einer Schleuse, die etwa 3 Kilometer von der Mündung entfernt liegt, nicht vollständig umgesetzt. Zur Verbesserung der Wasserführung der Jausa wurde 1940 der kleine Lichoborski-Kanal (auch Golowinski-Kanal genannt) gebaut. Dieser leitet Wasser aus der Wolga über den Moskau-Wolga-Kanal und den Chimki-Stausee in die Golowinski-Teiche und weiter in den Lichoborka-Fluss, einen Nebenfluss der Jausa. Der Kanal folgte dabei der Trasse eines geplanten Abschnitts des Nördlichen Kanals.
Die nicht realisierten Pläne zur vollständigen Integration der Jausa in den Moskauer Wasserring zeigen die ambitionierten, aber letztlich nur teilweise umgesetzten Infrastrukturvorhaben der damaligen Zeit. Der Ausbau der Ufer und die begrenzte Schleusung der Jausa bleiben jedoch bedeutende Zeugnisse der städtebaulichen und verkehrstechnischen Entwicklung Moskaus im 20. Jahrhundert.

## Sonstiges
Am Jausa-Ufer befinden sich die Gebäude der Staatlichen Technischen Universität Moskau.
Der Asteroid (5887) Yauza ist nach dem Fluss benannt.